# From Ashes to New
From Ashes to New — американський рок-гурт з Ланкастера, штат Пенсільванія. Склад гурту часто змінювався в перші роки, а музикант Метт Брандіберрі був засновником і єдиним постійним учасником групи. Гурт випустив чотири студійні альбоми: Day One, The Future, Panic і Blackout. Вони досягли успіху з багатьма синглами, зокрема з «Through It All», «Crazy» і «Panic», які посідали 6, 3 і 11 місця відповідно в чарті Billboard Mainstream Rock. Сингли «Nightmare», «Until We Break», «Hate Me Too» і «Armageddon» з альбому Blackout також стали успішними.

## Історія
Гурт From Ashes to New був створений у 2013 році в Ланкастері, штат Пенсільванія, і випустив свій дебютний сингл «My Fight», а згодом вийшов однойменний мініальбом. У 2015 році гурт випустив другий мініальбом, Downfall. Дебютний альбом Day One вийшов 26 лютого 2016 року. Делюкс-версію альбому було випущено 18 листопада 2016 року. До неї увійшла акустична версія «Lost and Alone» та інші нові треки. Це версія було виключно цифровою, без версій для компакт-дисків чи платівок.
Гурт також записав пісню з CFO$ «Hail the Crown», головну музичну тему для програми реслінгу WWE 205 Live.
У грудні 2016 року From Ashes to New почали запис другого студійного альбому. 11 березня 2017 року було оголошено, що барабанщик Тім Д'онофріо та головний вокаліст Кріс Массер вирішили залишити гурт, а їхнім новим барабанщиком став Мет Мадіро. Гурт почав шукати нового вокаліста через соціальні мережі. Після серії прослуховувань 13 липня 2017 року Денні Кейс (колишній учасник Vanity Strikes) був обраний новим вокалістом.
1 лютого 2018 року гурт випустив «Crazy», перший сингл з майбутнього альбому The Future. Повний альбом вийшов 20 квітня 2018 року, він дебютував під номером 163 у чарті Billboard 200.
4 жовтня 2019 року гурт випустив ремікс пісні The Hu «Yuve Yuve Yu» з новим вокалом Кейса.

## Музичний стиль і впливи

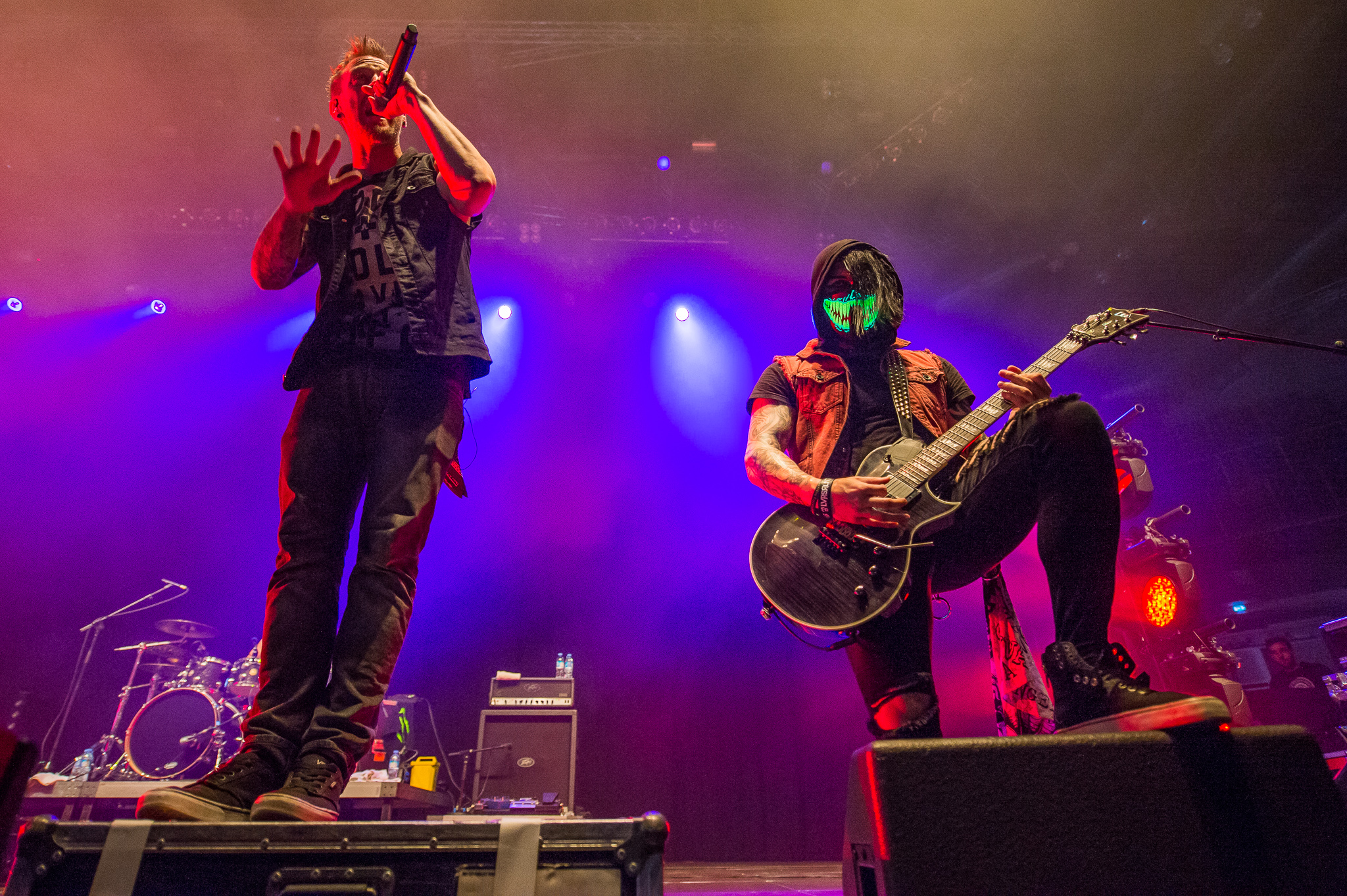
From Ashes to New виступають на Rock im Park у 2016 році

Музичний стиль From Ashes to New зазвичай описується як реп-метал, ню-метал, реп-рок та альтернативний метал. Музика гурту також містить елементи таких жанрів, як альтернативний рок, панк-рок, хардрок, хеві-метал, хіп-хоп, електронікор та електроніка.
На гурт вплинули Bone Thugs-n-Harmony, Korn, Linkin Park, Skrillex, Sevendust, Breaking Benjamin, Емінем, DMX, Drag-On, Pantera, Glassjaw, Alexisonfire, Alice in Chains, Of Mice & Men і Papa Roach.

## Учасники гурту
Поточний склад
- Денні Кейс — головний вокал (2017–дотепер)
- Метт Брандіберрі — реп-вокал, клавішні, синтезатори, програмування (2013–дотепер); чистий вокал (2017); бас, ритм-гітара (2017–дотепер); соло-гітара (2013)
- Ленс Даудл — соло-гітара, бас (2015–дотепер)
- Мет Мадіро — ударні, перкусія (2017–дотепер)

Концертні учасники
- Джиммі Беннетт — гітара (2023–дотепер)

Колишні учасники
- Джон-Майкл Валудес — ударні, перкусія (2013—2014)
- Ден Кекі — соло-гітара (2013—2015)
- Гаррет Рассел — бас (2013—2015)
- Кріс Массер — чистий вокал (2013—2017)
- Бренден Крайдер — ритм-гітара, вокал (2013—2017); бас (2015—2017)
- Тім Д'онофріо — ударні, перкусія (2014—2017)

## Дискографія

### Студійні альбоми
| Назва      | Деталі                                                                                | Пікові позиції у чартах | Пікові позиції у чартах | Пікові позиції у чартах | Пікові позиції у чартах | Пікові позиції у чартах | Пікові позиції у чартах | Пікові позиції у чартах |
| Назва      | Деталі                                                                                | US                      | US Alt.                 | US Hard                 | US Indie                | US Rock                 | SWI                     | UK Rock                 |
| ---------- | ------------------------------------------------------------------------------------- | ----------------------- | ----------------------- | ----------------------- | ----------------------- | ----------------------- | ----------------------- | ----------------------- |
| Day One    | - Випущено: 26 лютого 2016 - Лейбл: Eleven Seven - Формат: CD, завантаження           | 53                      | 4                       | 2                       | 5                       | 6                       | —                       | —                       |
| The Future | - Випущено: 20 квітня 2018 - Лейбл: Eleven Seven - Формат: CD, завантаження, платівка | 163                     | 18                      | 14                      | 10                      | 38                      | —                       | —                       |
| Panic      | - Випущено: 28 серпня 2020 - Лейбл: Better Noise - Формат: CD, завантаження, платівка | —                       | —                       | 23                      | —                       | —                       | —                       | —                       |
| Blackout   | - Випущено: 28 липня 2023 - Лейбл: Better Noise - Формат: CD, завантаження, платівка  | —                       | —                       | —                       | —                       | —                       | 98                      | 31                      |

### Мініальбоми
- From Ashes to New (2013)
- Downfall (EP) (2015)
- Quarantine Chronicles, Vol. 1 (2021)[34]
- Quarantine Chronicles, Vol. 2 (2021)
- Quarantine Chronicles, Vol. 3 (2021)

### Сингли
| Назва | Рік  | Пікові позиції у чартах | Пікові позиції у чартах | Пікові позиції у чартах | Пікові позиції у чартах | Альбом               |
| Назва | Рік  | US Air.                 | US Main.                | US Rock                 | US. Hard Digi.          | Альбом               |
| --- | ---- | ----------------------- | ----------------------- | ----------------------- | ----------------------- | -------------------- |
| «My Fight» | 2013 | —                       | —                       | —                       | —                       | From Ashes to New EP |
| «I Will Show You» | 2014 | —                       | —                       | —                       | —                       | From Ashes to New EP |
| «Downfall» | 2015 | —                       | —                       | —                       | —                       | Day One              |
| «Through It All» | 2015 | 34                      | 6                       | 41                      | 11                      | Day One              |
| «Same Old Story» | 2016 | —                       | —                       | —                       | —                       | Day One              |
| «Lost and Alone» | 2016 | —                       | 24                      | —                       | —                       | Day One              |
| «The Last Time» (за участі Deuce)                                                                                              | 2016 | —                       | —                       | —                       | —                       | Day One              |
| «Breaking Now» | 2016 | —                       | 30                      | —                       | —                       | Day One              |
| «Crazy» | 2018 | 23                      | 3                       | 45                      | —                       | The Future           |
| «My Name» | 2018 | —                       | —                       | —                       | —                       | The Future           |
| «Finally See» | 2018 | —                       | —                       | —                       | —                       | Сингли поза альбомом |
| «Broken» | 2018 | 37                      | 12                      | —                       | —                       | The Future           |
| «Make Everything Ok» | 2018 | —                       | —                       | —                       | —                       | Сингли поза альбомом |
| «Light It Up» | 2018 | —                       | —                       | —                       | —                       | Сингли поза альбомом |
| «The Future» | 2018 | —                       | —                       | —                       | —                       | The Future           |
| «Pray for Me» | 2018 | —                       | —                       | —                       | —                       | Сингли поза альбомом |
| «Panic» | 2020 | 48                      | 11                      | —                       | 7                       | Panic                |
| «What I Get» | 2020 | —                       | —                       | —                       | —                       | Panic                |
| «Bulletproof» | 2020 | —                       | —                       | —                       | —                       | Panic                |
| «Scars That I'm Hiding» (оригінал та за участі Андерса Фрідена)                                                                | 2020 | 41                      | 16                      | —                       | —                       | Panic                |
| «Heartache» | 2022 | —                       | —                       | —                       | 1                       | Blackout             |
| «The Retaliators (21 Bullets)» (The Retaliators за участі Asking Alexandria, Mötley Crüe, Ice Nine Kills та From Ashes to New) | 2022 | 47                      | 15                      | —                       | —                       | The Retaliators      |
| «Until We Break» (за участі Метті Маллінза)                                                                                    | 2022 | —                       | —                       | —                       | 23                      | Blackout             |
| «Hate Me Too» | 2023 | 22                      | 8                       | —                       | —                       | Blackout             |
| «Nightmare» | 2023 | 27                      | 4                       | —                       | 6                       | Blackout             |
| «Armageddon» | 2023 | —                       | —                       | —                       | —                       | Blackout             |
| «Thriller» (з No Resolve) | 2023 | —                       | —                       | —                       | —                       | Сингли поза альбомом |
| «Barely Breathing» (оригінал та за участі Кріссі Костанци)                                                                     | 2024 | 26                      | 3                       | —                       | 1                       | Blackout             |
| «One Foot In the Grave» (за участі Аарона Полі)                                                                                | 2024 | —                       | —                       | —                       | 8                       | Blackout             |

### Музичні кліпи
| Назва                                             | Рік  | Режисер        | Альбом                       |
| ------------------------------------------------- | ---- | -------------- | ---------------------------- |
| «Stay This Way»                                   | 2013 | Девід Ґодін    | From Ashes to New EP         |
| «Through It All»                                  | 2015 | Джим Фостер    | Day One                      |
| «Lost and Alone»                                  | 2016 | Невідомо       | Day One                      |
| «Breaking Now»                                    | 2016 | Орі Мак-Ґіннес | Day One                      |
| «Lost and Alone» (Alternative Version)            | 2017 | Джим Фостер    | Day One                      |
| «Crazy»                                           | 2018 | Рауль Гонзо    | The Future                   |
| «Broken»                                          | 2018 | Патрік Тохілл  | The Future                   |
| «My Name»                                         | 2019 | Джош Адамс     | The Future                   |
| «Every Second» (featuring Eva Under Fire)         | 2019 | Робін Август   | Сингл без альбому            |
| «Panic»                                           | 2020 | Джозайя Мур    | Panic                        |
| «Scars That I'm Hiding» (featuring Anders Fridén) | 2020 | Невідомо       | Panic                        |
| «Bulletproof»                                     | 2020 | Невідомо       | Panic                        |
| «Light Up the Sky»                                | 2021 | Клінт Тастін   | Quarantine Chronicles Vol. 2 |
| «Wait For Me» (featuring Trevor McNevan)          | 2021 | Джозайя Мур    | Quarantine Chronicles Vol. 3 |
| «Heartache»                                       | 2022 | Джозайя Мур    | Blackout                     |
| «Until We Break» (featuring Matty Mullins)        | 2022 | Ерік Ді Карло  | Blackout                     |
| «Nightmare»                                       | 2023 | Джозайя Мур    | Blackout                     |
| «Hate Me Too»                                     | 2023 | Джозайя Мур    | Blackout                     |
| «Hate Me Too» (Alternative Version)               | 2023 | Майкл Ломбарді | Blackout                     |
| «Armageddon»                                      | 2023 | Ерік Ді Карло  | Blackout                     |
| «Monster in Me»                                   | 2023 | Дженсен Ноен   | Blackout                     |
| «Thriller»                                        | 2023 | Дрейк Велтон   | Сингли поза альбомом         |
| «Barely Breathing» (featuring Chrissy Costanza)   | 2024 | Джозайя Мур    | Blackout                     |
| «One Foot In the Grave» (featuring Aaron Pauley)  | 2024 | Джозайя Мур    | Blackout                     |
| «Live Before I'm Dead (Hours)»                    | 2024 | Джозайя Мур    | Blackout                     |